# Alexander-Newski-Kirche
Alexander-Newski-Kathedralen und -Kirchen sind Kirchen, die nach Alexander Jaroslawitsch Newski, einem Fürsten der Republik Nowgorod, benannt sind. Dieser war ein russischer Heerführer, der 1240 die Schweden in der Schlacht an der Newa besiegte und am 5. April 1242 in der Schlacht auf dem Peipussee die deutschen Kreuzritter vernichtend schlug, und später heiliggesprochen wurde.
Es handelt sich vielfach um orthodoxe Großkirchen, die in der Zeit der zaristischen Russifizierungspolitik (ab den 1890er Jahren) errichtet wurden und von örtlichen, mehrheitlich nicht orthodoxen Bevölkerungen in der Regel als Symbol russischer Herrschaft empfunden wurden und werden. Nicht selten wurde zugleich auch die betroffene Straße – jeweils eine der zentralen Straßen der Stadt – in Alexanderstraße umbenannt.

## Alexander-Newski-Kathedralen
- Alexander-Newski-Kathedrale in Ischewsk, erbaut 1816 bis 1823
- Alexander-Newski-Kathedrale in Kobryn, erbaut 1864 bis 1868
- Alexander-Newski-Kathedrale in Kurgan, erbaut 1896 bis 1902 von Stadtbaumeister Nikolai Aleksandrowitsch Juschkow
- Alexander-Newski-Kathedrale (Łódź), 1884 erbaut, als Łódź mit Kongresspolen Teil des Russischen Zarenreiches war
- Alexander-Newski-Kathedrale (Nischni Nowgorod), erbaut 1864 bis 1881 von Lew Dal
- Alexander-Newski-Kathedrale (Nowosibirsk)
- Alexander-Newski-Kathedrale (Paris)
- Alexander-Newski-Kathedrale in Simferopol, geweiht 1823, 1930 abgebrochen, seit 2000 Neubau in historischer Form
- Alexander-Newski-Kathedrale (Sofia)
- Alexander-Newski-Kathedrale (Tallinn)
- Alexander-Newski-Kathedrale Wolgograd, 48°42′29″ N, 44°30′56″ E, Neubau errichtet 2016–2021 als Kopie der 1932 gesprengten Alexander-Newski-Kathedrale Zarizyn.

## Alexander-Newski-Kirchen
- Alexander-Newski-Kirche in Alexejewka (Oblast Belgorod), erbaut 1869 bis 1888
- St. Alexander Nevsky Chapel in Akutan, Alaska (USA)
- Alexander-Newski-Kirche in Barnaul, seit 1991 in Bau
- Alexander-Newski-Kirche (Belgrad)
- Alexander-Newski-Kirche in Biarritz, geweiht 25. September 1892, im Beisein von Mitgliedern der kaiserlich-russischen Familie
- Alexander-Newski-Kirche in Charkiw
- Alexander-Newski-Kirche Daugavpils, erbaut 1864
- Alexander-Newski-Kirche (Jalta)
- Alexander-Newski-Kirche in Jegorjewsk, geweiht 1897, Glockenturm 1914 vollendet
- Alexander-Newski-Kirche (Jerusalem), geweiht 1896
- Alexander-Newski-Kirche in Haapsalu, erbaut 1896 bis 1901
- Alexander-Newski-Kirche in Kamjanez-Podilskyj, geweiht 1897, in den 1930er Jahren abgebrochen, nach 2000 wiederaufgebaut
- Alexander-Newski-Kirche (Kopenhagen)
- Alexander-Newski-Kirche in Krasnodar, 1872 geweiht, 1932 abgerissen, Neubau 2000 bis 2005
- Alexander-Newski-Kirche in Lihula, erbaut 1889/1890, jetzt Ruine
- Alexander-Newski-Kirche in Minsk, erbaut 1896 bis 1898 von Wiktor Iwanowitsch Strujew
- Alexander-Newski-Kirche in Nowotscherkassk, erbaut 1891 bis 1896 von Nikolai Jewstignejewitsch Anochin
- Alexander-Newski-Kirche in Pereslawl-Salesski, errichtet in den 1740er Jahren
- Alexander-Newski-Kirche im Alexandria-Park, Peterhof, erbaut 1831 bis 1833 von Karl Friedrich Schinkel, Adam Menelaws und Josephe-Maria Charlemagne
- Alexander-Newski-Kirche in Petrosawodsk, erbaut 1825 bis 1831 von Alexsandr Iwanowitsch Posnikow
- Alexander-Newski-Gedächtniskirche (Potsdam)
- Alexander-Newski-Kirche des 96. Omsker Infanterieregiments in Pskow, erbaut 1907/1908 von Fjodor Michailowitsch Berschbizki
- Alexander-Newski-Kirche (Riga)
- Alexander-Newski-Kirche in Rjasan, geweiht 2005[1]
- Alexander-Newski-Kirche in Rotterdam, erbaut 2004
- Alexander-Newski-Kirche im Kresty-Gefängnis in Sankt Petersburg
- Alexander-Newski-Kirche in Stary Oskol, erbaut 1903
- Alexander-Newski-Seminarkirche in Taschkent, erbaut 1898 nach Plänen von Albert Benois
- Alexander-Newski-Kirche auf dem Botkinski-Friedhof in Taschkent, erbaut 1902 bis 1905
- Alexander-Newski-Kirche in Tomsk, erbaut 1877 bis 1880
- Alexander-Newski-Kirche in Tula, erbaut 1886
- Alexander-Newski-Kirche (Užusaliai), erbaut 1866
- Alexander-Newski-Kirche in Wologda, errichtet um 1714, seit 1869 dem Heiligen Alexander Newski geweiht

Außerdem gibt es ein Alexander-Newski-Kloster in Sankt Petersburg sowie Alexander-Newski-Klöster mit Alexander-Newski-Kirche in Kirow, Kolywan (Oblast Nowosibirsk), Maklakowo (Oblast Moskau) und Moskau.

## Ehemalige Alexander-Newski-Kathedralen und -Kirchen
- Alexander-Newski-Kirche in Kars, nach der türkischen Eroberung 1985 in Fethiye-Moschee umgewandelt
- Alexander-Newski-Kathedrale (Baku), 1898 bis 1936 größte russisch-orthodoxe Kirche südlich des Kaukasus, wurde wegen des antireligiösen Programms des Stalinismus gesprengt
- Alexander-Newski-Kathedrale in Saratow, 1815 bis 1826 nach Plänen von Wassili Stassow erbaut, Glockenturm 1840–1845, in den 1930er/1940er Jahren zerstört
- Alexander-Newski-Kathedrale (Tiflis), 1871–1872 und 1889–1897 erbaut, 1930 abgerissen
- Alexander-Newski-Kathedrale (Warschau), 1894 bis 1912 erbaut, nach der Restauration des unabhängigen Polens als Symbol der Russifizierung des Landes zwischen 1924 und 1926 abgerissen
- Alexander-Newski-Kirche in Iwanowo, erbaut 1882, erweitert 1885 bis 1887, abgerissen 1924
- Alexander-Newski-Kirche zum Gedenken an die Aufhebung der Leibeigenschaft in Moskau (Miusski-Platz), 1913 bis 1915 erbaut, nicht erhalten
- Alexander-Newski-Kirche Batumi
- Alexander-Newski-Kirche in Kirow, erbaut 1839 bis 1864 von Alexander Lawrentjewitsch Witberg, 1937 abgerissen
- Alexander-Newski-Kathedrale Zarizyn, 48°42′33″ N 44°30′48″ E , gesprengt 21. März 1932, erbaut 1901 bis 1916 im neobyzantinischen Stil nach dem Vorbild der ebenfalls 1932 zerstörten Kasaner Kathedrale Orenburg.

In Tscheljabinsk existierte ursprünglich ebenfalls eine Alexander-Newski-Kirche (erbaut 1907 bis 1915 von Alexander Pomeranzew). Der Bau steht noch, wurde jedoch in der Zeit der Sowjetunion zur Orgelhalle umgewidmet und wird bis heute als rein weltlicher Konzertbau genutzt; er wird häufig als Alexander-Newski-Orgelhalle bezeichnet.

## Galerie

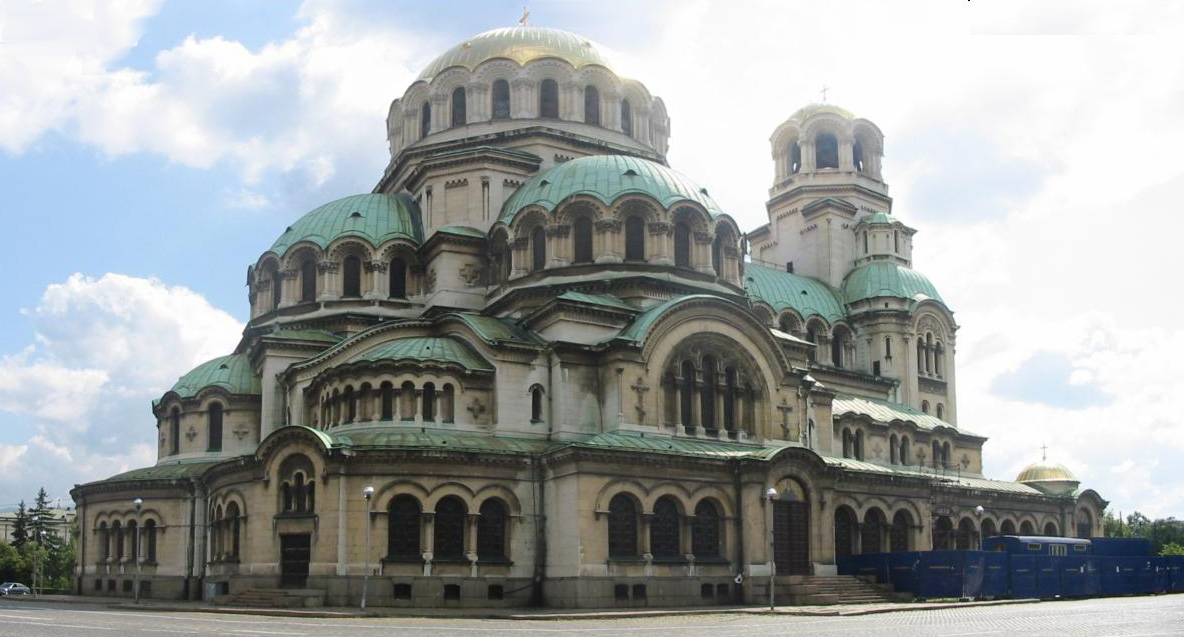
Sofia
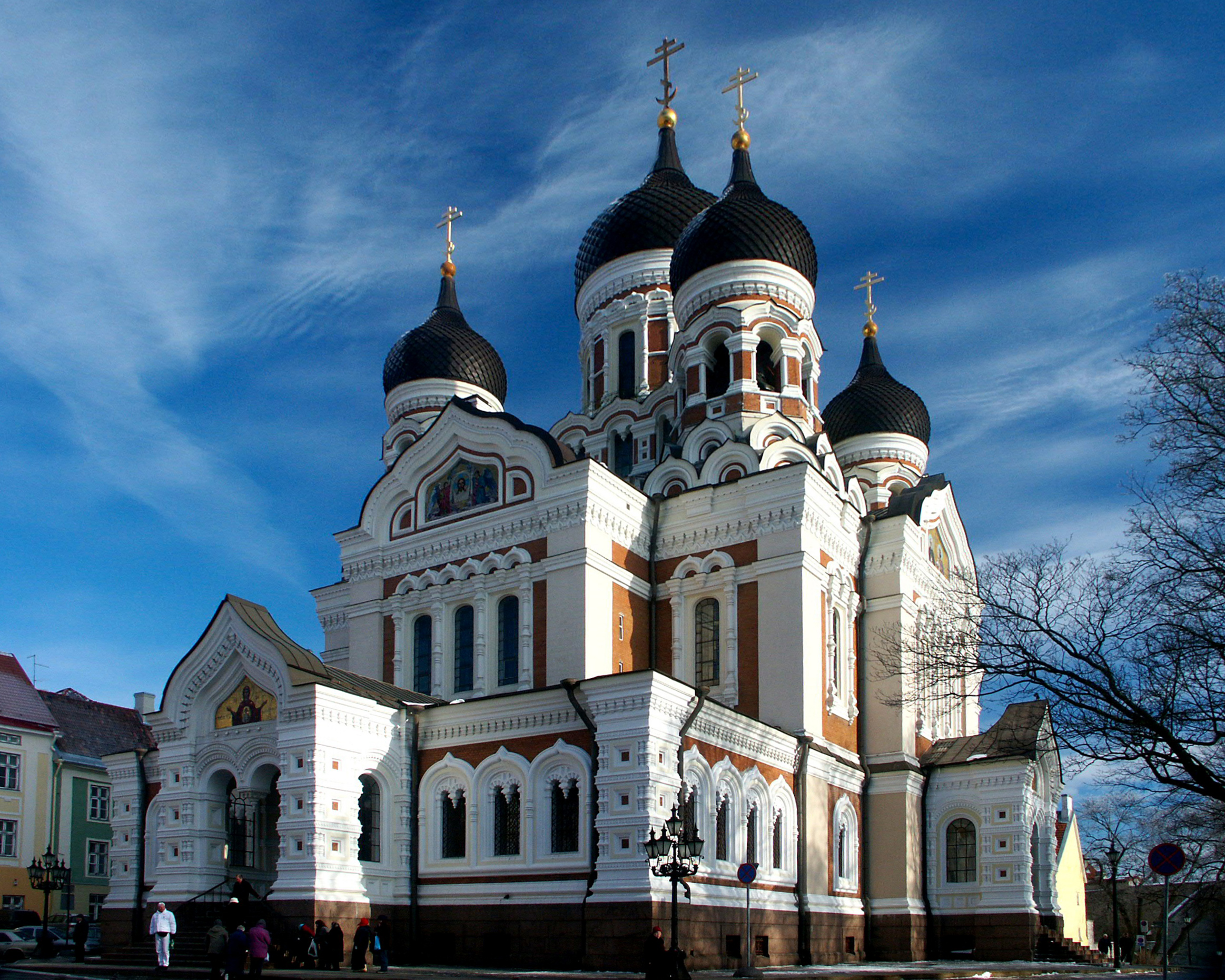
Tallinn
Łódź
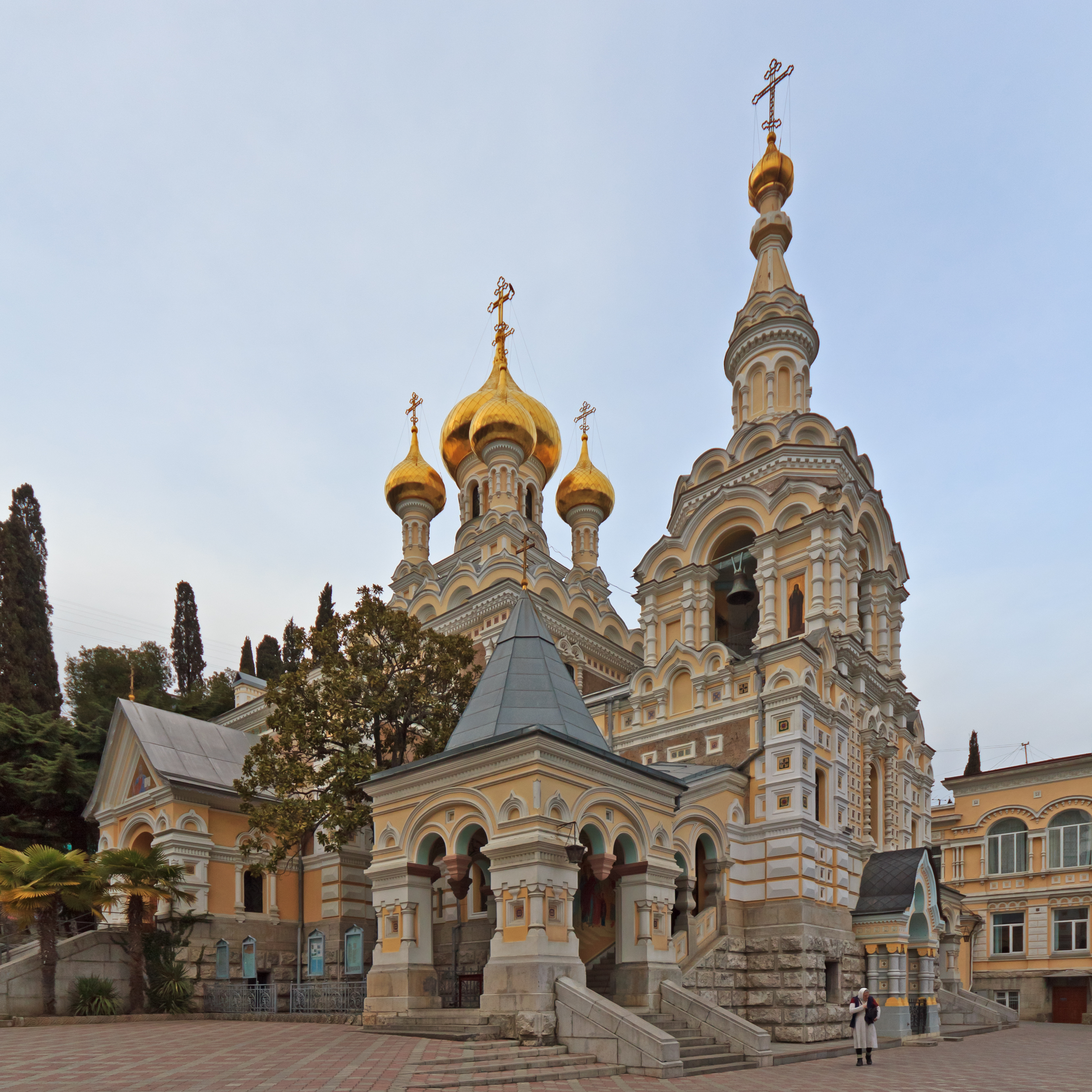
Jalta
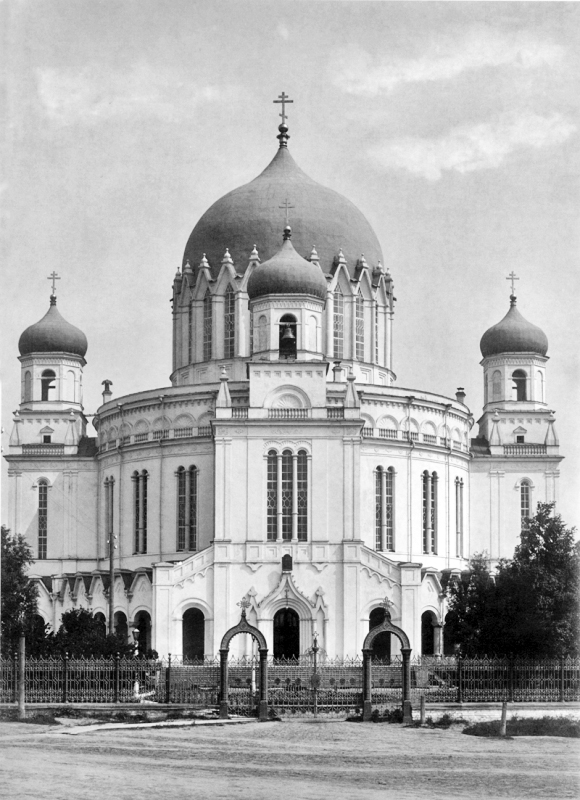
Kirow (bis 1937)
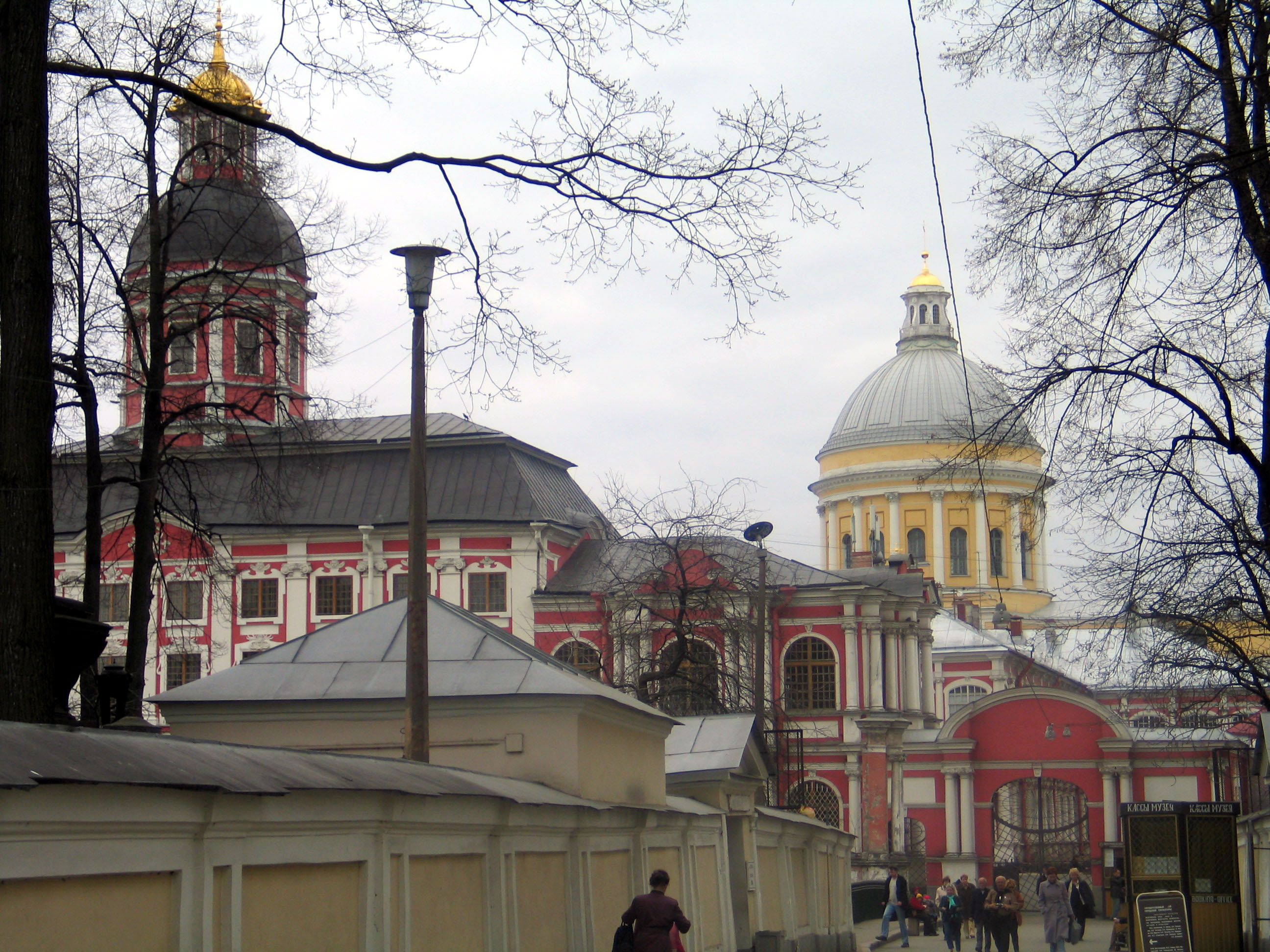
Sankt Petersburg
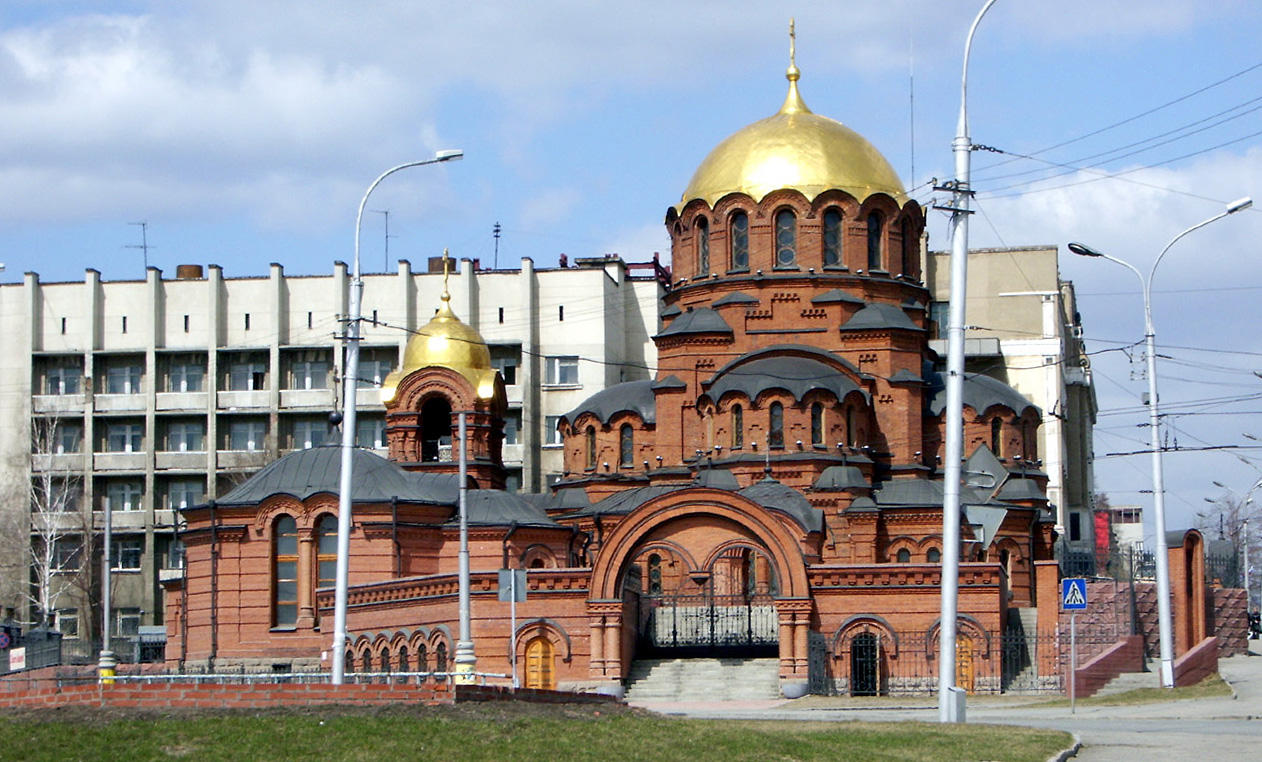
Nowosibirsk
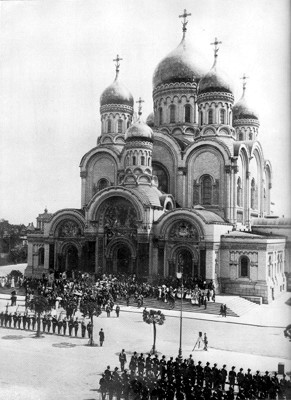
Warschau (bis 1926)
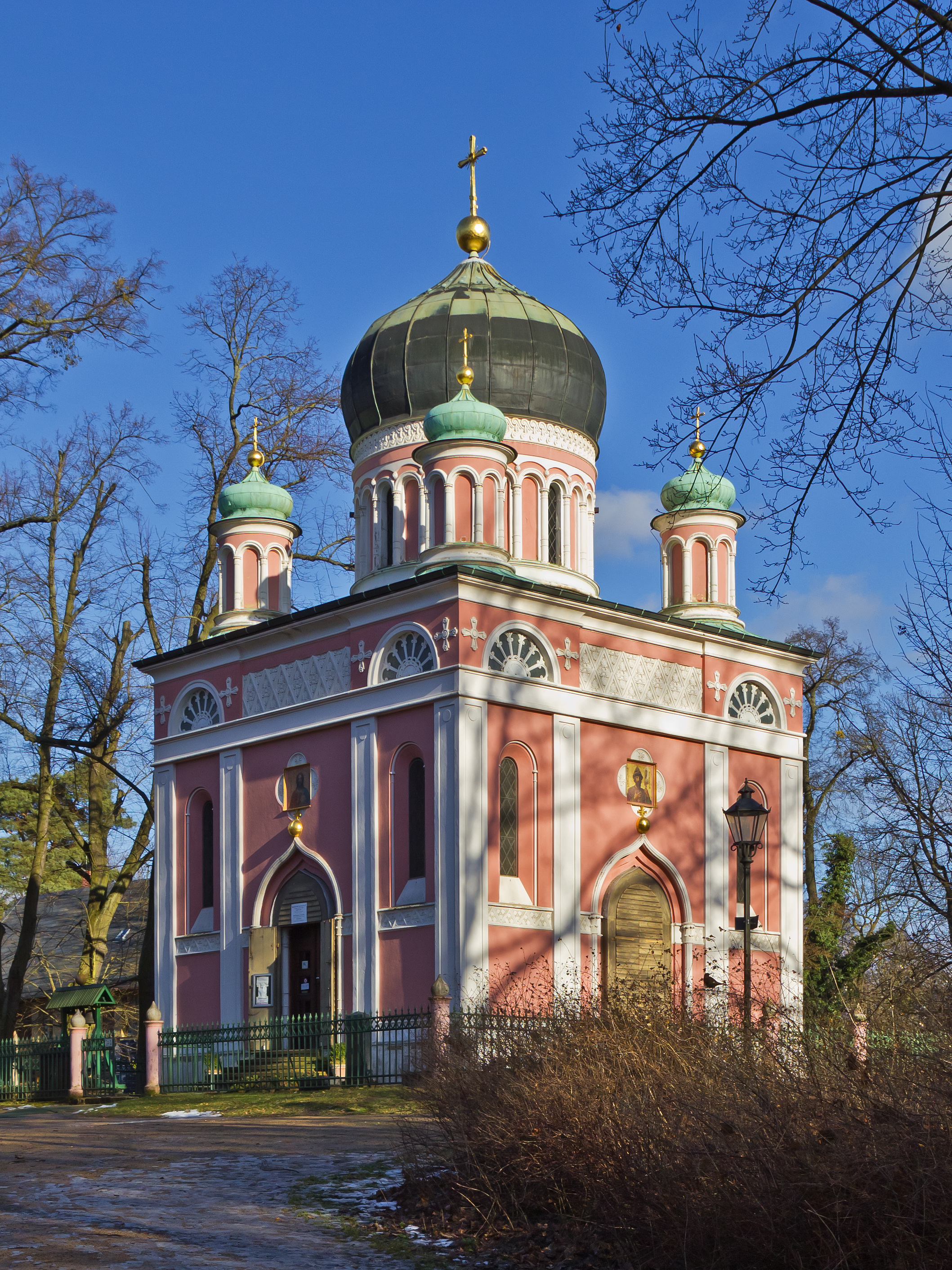
Potsdam, von Schinkel
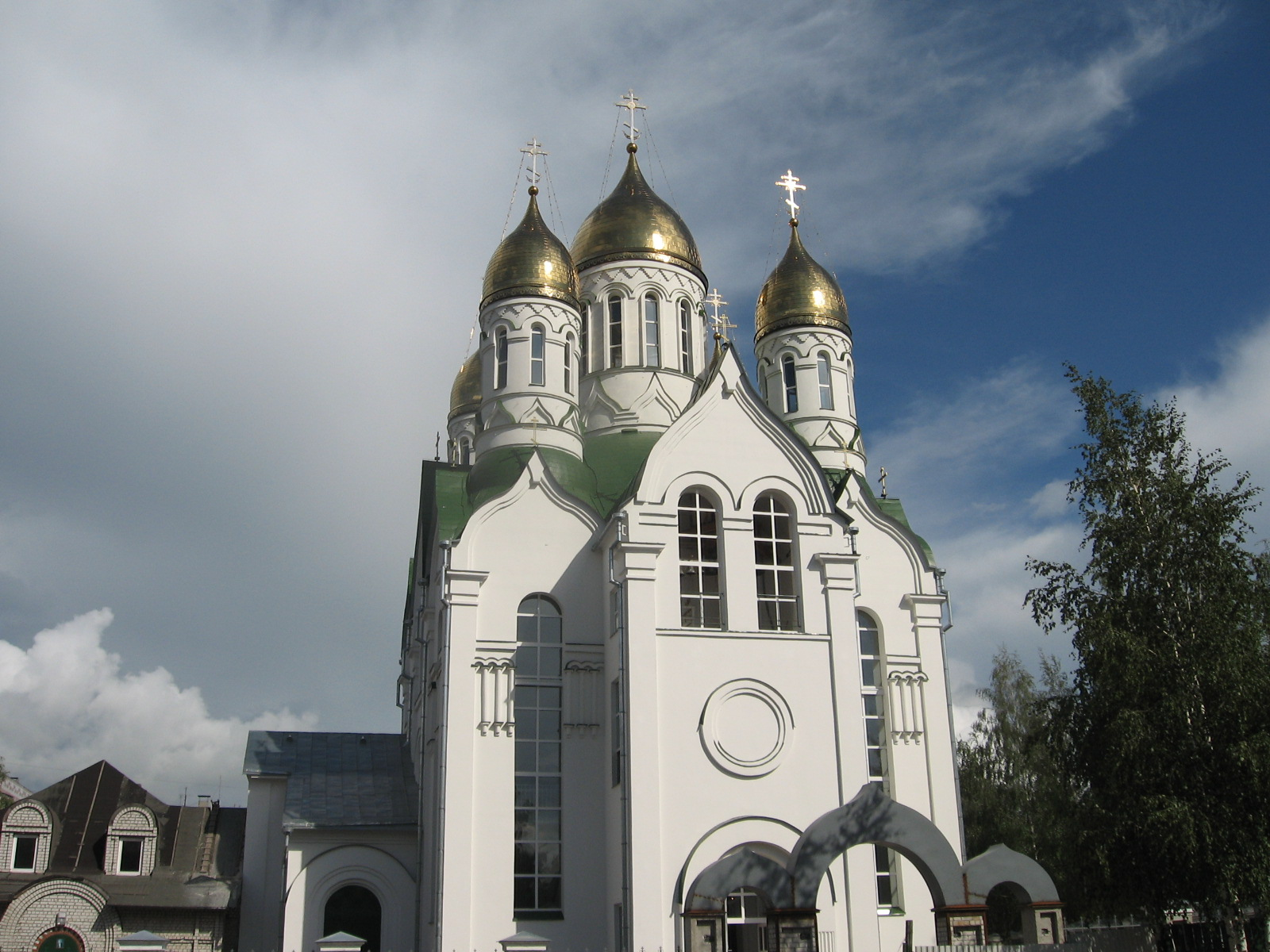
Rjasan
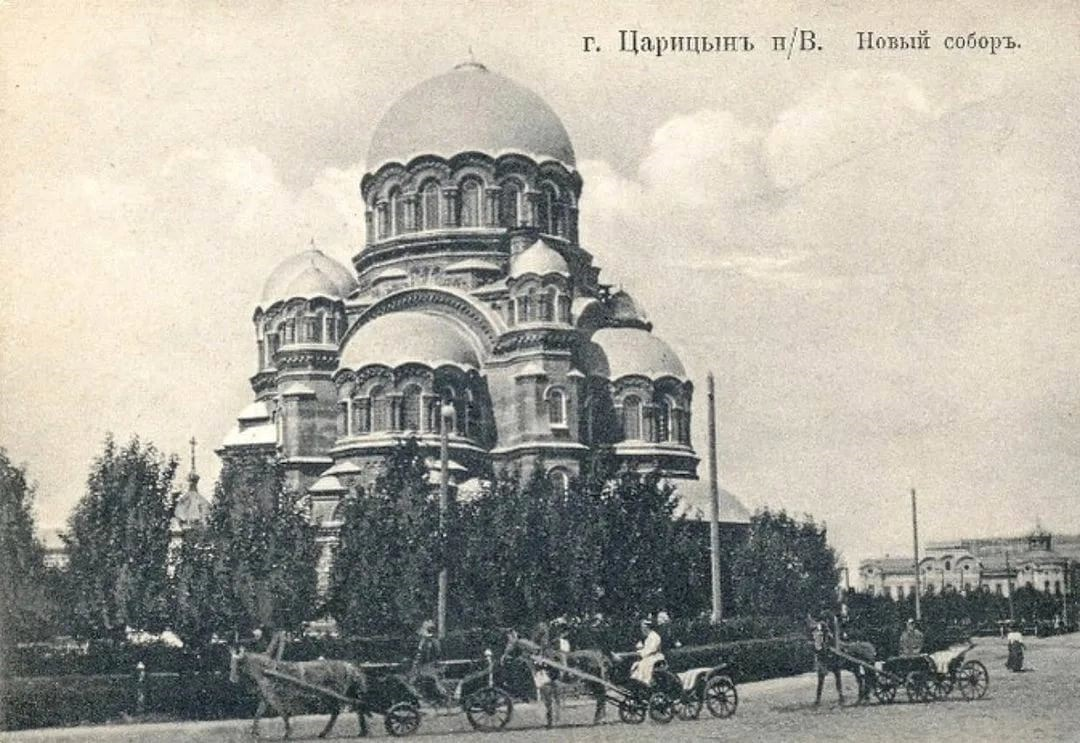
Zarizyn (bis 1932)
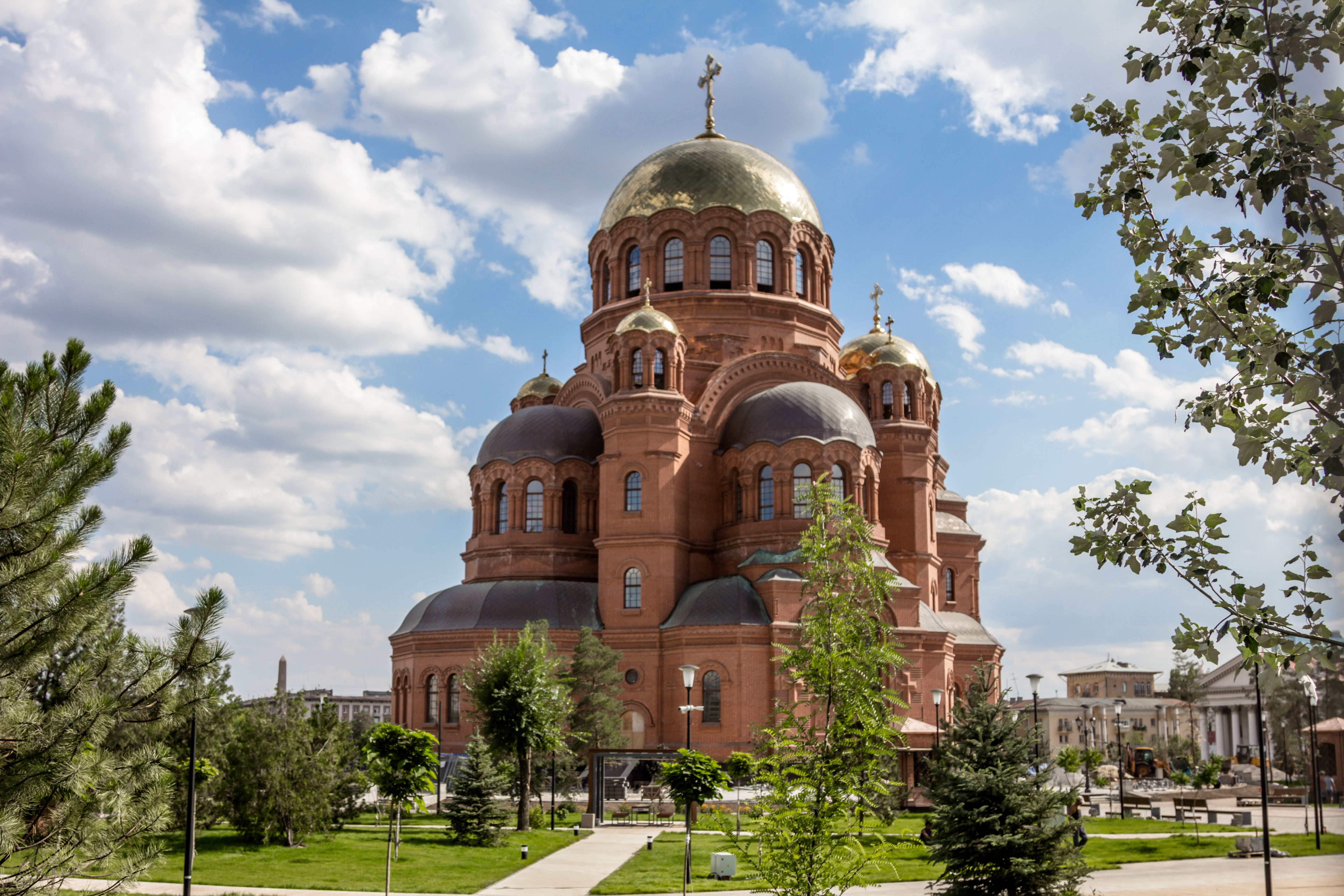
Wolgograd (Neubau-Kopie, errichtet 2016–2021)